# Eva García Sáenz de Urturi
Eva García Sáenz de Urturi (Vitoria-Gasteiz, Pays basque, 20 août 1972) est une romancière espagnole.

## Biographie
En 1988, elle s'installe avec sa famille à Alicante, Communauté valencienne, où elle étudie plus tard l'optométrie à l'université d'Alicante.
En 2012, elle publie son premier roman via Amazon.com La saga de los longevos.